# The Caddy
The Caddy (no Brasil, Sofrendo da Bola), é um filme de comédia de 1953 dirigido por Norman Taurog e protagonizado pela dupla Martin e Lewis.

## Sinopse
Harvey Miller Jr. (Jerry Lewis) é um jovem filho de um grande jogador de golfe. Desde criança acompanhou seu pai e aprendeu tudo sobre o esporte mas não conseguiu seguir carreira por ter medo do público. Depois dele e sua noiva Lisa perderem o emprego em um restaurante, Harvey é aconselhado a se tornar instrutor de golfe. Seu primeiro cliente é o irmão de Lisa chamado Joe e os dois vão disputar um torneio, com Harvey como o caddy de Joe. A dupla se sai bem e são convidados para participarem de um torneio maior. Mas Joe conhece a socialite Kathy Taylor e fica mais interessado em namorar com ela do que treinar, para decepção de Harvey. Com Lisa avisando que a família dela precisa desesperadamente de dinheiro, Harvey insiste para que Joe volte a treinar, causando vários desastres ao segui-lo por todos os lugares da sociedade que ele está a frequentar com os outros participantes do torneio. Isso chama a atenção de um empresário do show business que se diverte com as trapalhadas e os considera verdadeiros talentos cômicos. Na cena final, a dupla se encontra com seus sósias, Dean Martin e Jerry Lewis.

## Elenco
- Dean Martin: Joe Anthony
- Jerry Lewis: Harvey Miller Jr
- Donna Reed: Kathy Taylor
- Barbara Bates: Lisa Anthony
- Joseph Calleia: Papa Anthony
- Fred Clark: Sr. Baxter
- Clinton Sundberg: Charles
- Marshall Thompson: Bruce Reeber
- Marjorie Gateson: Sra. Grace Taylor
- Frank Puglia: Sr. Spezzato
- Lewis Martin: Sr. Taylor
- Romo Vincent: Eddie Lear
- Argentina Brunett: Mama Anthony

## Prêmios e indicações
Recebeu uma indicação ao Academy Awards na categoria de "Melhor Canção" por "That's Amore" em 1954.

## Informações
As filmagens foram de Novembro de 1952 até Fevereiro de 1953.
Verdadeiros grandes jogadores de golf na época fizeram uma ponta no filme, entre eles estão Ben Hogan, Sam Snead, Byron Nelson e Julius Boros.
Dean Martin e Jerry Lewis tinham feito uma propaganda na rádio divulgando o filme na época de seu lançamento. O áudio dos inúmeros erros cometidos pelos próprios durante a divulgação estão no CD Golden Age of Comedy: Dean Martin and Jerry Lewis. Os dois mal conseguiam falar cinco linhas de diálogo direito e cada vez em que ambos esqueciam as falas, eles as substituíam por frases profanas e palavrões. Após várias tentativas, os dois finalmente conseguiram fazer a divulgação correta.
Foi relançado em 1964 como coleção junto com outro filme da dupla Martin e Lewis, You're Never Too Young.